# Sainte-Thorette
 Sainte-Thorette  es una población y comuna francesa, situada en la región de  Centro, departamento de Cher, en el distrito de Vierzon y cantón de Mehun-sur-Yèvre.

## Demografía
| 315 | 284 | 276 | 366 | 426 | 425 |
| Para los censos de 1962 a 1999 la población legal corresponde a la población sin duplicidades (Fuente: INSEE [Consultar]) |     |     |     |     |     |